# Virginia Naumann-Gungl
Virginia Gungl (31 décembre 1848 à New York - 28 août 1915 à Francfort-sur-le-Main) est une soprano allemande d'origine hongroise, prima donna sur les scènes de Munich et de Francfort. Sa voix atteint plus de deux octaves.

## Biographie
Fille du compositeur et chef d'orchestre Joseph Gungl, elle est née lors d'une tournée de son père à New York. Elle étudie avec le chef d'orchestre et compositeur Hans von Bülow à Munich. En 1869, elle fait ses débuts à l'Opéra de Munich, puis rejoint Vienne pour deux autres années d'étude musicale.
Elle est ensuite engagée à Berlin avec un salaire mensuel de 200 marks en 1872 où elle débute dans La Flûte enchantée, puis à l'opéra de Cologne (1872-1874), au théâtre de Schwerin (de) (1874-1875), à l'Opéra de Francfort (1875-1880). Elle chante au Théâtre de Brême (1880-1882), au Staatstheater de Cassel (de) (1882-1885) où elle travaille avec Gustav Mahler en 1882 et au Théâtre national allemand de Weimar (1885-1891). Là, elle fait ses adieux à la scène en 1892 dans le rôle d'Isolde de Tristan und Isolde.
Elle est invitée comme artiste au cours de sa carrière au Bayerische Staatsoper de Munich (1875), à l'Opéra de Leipzig (1889), au Badisches Staatstheater de Karlsruhe (1873) et à l'Opéra de Hanovre (1877).
De Francfort, Virginia s'installe à Weimar, où elle est ensuite devenu professeur de chant à la Hochschule für Musik Franz Liszt à Weimar.

## Répertoire
- Léonore dans Fidelio
- Reiza dans Oberon de Weber,
- Donna Anna dans Don Giovanni
- Rachel dans La Juive de Halévy,
- La comtesse Almaviva dans Les Noces de Figaro
- Pamina dans la Flûte enchantée
- Aida
- Carmen
- Isolde dans Tristan und Isolde
- Sélika de L'Africaine
- Senta de Der Fliegende Holländer.

## Vie privée
En 1872, elle épouse à Francfort, un militaire nommé Naumann, décédé à peine deux ans après son mariage. Ils ont deux enfants ; le plus jeune est né après la mort de son père. Son père se retire auprès d'elle à Weimar à la fin de sa vie.